# Thalassodromidae
De Thalassodromidae zijn een groep van uitgestorven pterosauriërs behorende tot de Pterodactyloidea.
In 2009 definieerde Mark Paul Witton een klade Thalassodromidae als de groep bestaande uit de laatste gemeenschappelijke voorouder van Thalassodromeus sethi Kellner & Campos 2002 en Tupuxuara longicristatus Kellner & Campos 1988; en al diens afstammelingen.
Behalve de verankerende soorten omvat de groep ook Kariridraco. Lacusovagus kan een jonger synoniem zijn van Tupuxuara. De thalassodromiden zijn middelgrote tot grote tapejaromorfen uit het Onder-Krijt van Zuid-Amerika. Ze bezitten zeer grote schedelkammen.
De Thalassodromidae zijn de zustergroep van de Tapejaridae binnen de Tapejaromorpha.